# Aldo Castelfranco
Aldo Castelfranco (Licata, 25 dicembre 1897 – ...) è stato un ingegnere italiano.

## Biografia
Lavorò nell'Ufficio Tecnico del Comune di Firenze, per poi dedicarsi esclusivamente alla libera professione.

## Registro delle opere
- Edificio d'abitazione, Firenze, via Lorenzo Il Magnifico 22-24, 1934
- Edificio d'abitazione, Firenze, via Lamarmora 10
- Villa Antonietta, Forte dei Marmi, via Corsica 20, 1936
- Stabilimento Balneare Principe di Piemonte, Viareggio, viale Marconi, 1938